# بچدورف
بچدورف (به فرانسوی: Betschdorf) یک کمون در فرانسه است که در Canton of Soultz-sous-Forêts واقع شده‌است.

## خصوصیات
بچدورف ۲۸٫۱۱ کیلومترمربع مساحت و ۴٬۰۷۲ نفر جمعیت دارد.